# Geremia Lomnyc'kyj
Geremia Lomnyc'kyj al secolo Giovanni (in ucraino Єремія Іван Ломницький?; Kavske, 8 febbraio 1860 – Ul'janovsk, 3 luglio 1916) è stato un presbitero ucraino appartenente all'Ordine basiliano di San Giosafat, fondatore delle Ancelle della Beata Vergine Maria Immacolata.

## Biografia
Dopo gli studi medi fu tra i primi novizi dell'Ordine basiliano di s. Giosafat, proprio all'inizio della sua riforma, nel monastero di Dobromyl, presso Przemyśl, ove pure emise i primi voti il 17 maggio 1884. Nel corso degli studi liceali e filosofico-teologici emise la professione solenne (22 maggio 1887) e fu ordinato sacerdote il 17 gennaio 1888. Presto si distinse come predicatore di missioni popolari e, nel 1892, fondò le Ancelle dell'Immacolata, che costituiscono la più numerosa congregazione religiosa di rito ucraino cattolico. Dopo aver assolto diverse cariche all'interno del suo Ordine, fu nominato rettore del seminario diocesano di Stanyslaviv (1907) e, come tale, fu deportato nel 1915 dalle autorità zariste, che occupavano la Galizia dopo lo scoppio della guerra con l'Austria, a Simbirsk (ora Ul'janovsk), ove mori.
La fase diocesana della sua causa di canonizzazione iniziò il 5 aprile 2009 a Ivano-Frankivs'k.